# Christian Berger
Christian Berger (Innsbruck, 13 de janeiro de 1945) é um diretor de fotografia austríaco. Como reconhecimento, foi nomeado ao Oscar 2010 na categoria de Melhor Cinematografia por Das weiße Band.